# Дворшовиці-Косьцельне
Дворшовиці-Косьцельне (пол. Dworszowice Kościelne) — село в Польщі, у гміні Нова Бжезниця Паєнчанського повіту Лодзинського воєводства.
Населення — 517 осіб (2011).
У 1975-1998 роках село належало до Ченстоховського воєводства.

## Демографія
Демографічна структура станом на 31 березня 2011 року:
|          | Загалом | Допрацездатний вік | Працездатний вік | Постпрацездатний вік |
| -------- | ------- | ------------------ | ---------------- | -------------------- |
| Чоловіки | 248     | 44                 | 178              | 26                   |
| Жінки    | 269     | 42                 | 153              | 74                   |
| Разом    | 517     | 86                 | 331              | 100                  |